# フリオ・カルデニョサ
フリオ・カルデニョサ・ロドリゲス（Julio Cardeñosa Rodríguez、1949年10月27日 - ）は、スペイン・カスティーリャ・イ・レオン州バリャドリッド出身の元同国代表サッカー選手。ポジションはMF。

## クラブ経歴
カスティーリャ・イ・レオン州のバリャドリッドに生まれ、1971年にレアル・バリャドリードでプロデビューを果たした。1974年、レアル・ベティスに移籍すると、1976-77シーズンには、コパ・デル・レイ優勝に貢献するなど、ラ・リーガの舞台で300試合以上に出場した。
1985年、36歳で現役を引退すると、指導者の世界に足を踏み入れ、古巣であるレアル・ベティスやコルドバCFの指揮を取った。

## 代表経歴
1977年11月30日、1978 FIFAワールドカップ・予選のユーゴスラビア代表戦にてスペイン代表デビューを果たした。また、スペイン代表として1978 FIFAワールドカップとUEFA欧州選手権1980にも参加した。

## タイトル
レアル・ベティス
- コパ・デル・レイ : 1回 (1977-78)